# باول غرانلند
باول غرانلند (بالإنجليزية: Paul Granlund)‏ هو فنان أمريكي، ولد في 6 أكتوبر 1925 في منيابولس في الولايات المتحدة، وتوفي في 15 سبتمبر 2003 في مانكاتو في الولايات المتحدة.